# Harold Lloyd
Pour les articles homonymes, voir Harold et Lloyd.
Harold Clayton Lloyd, Sr., dit Harold Lloyd est un acteur, réalisateur, producteur, et cascadeur, né le 20 avril 1893 à Burchard (Nebraska) et mort le 8 mars 1971 à Beverley Hills (Californie), surtout connu pour ses rôles dans des films muets burlesques.
Il est l'un des comédiens de cinéma les plus influents de l'ère du cinéma muet et il a réalisé près de 200 films comiques, muets et parlants, de 1914 à 1947. Le « personnage à lunettes » qu'il incarne est un fonceur ingénieux et ambitieux qui correspond bien à l'air du temps des années 1920 aux États-Unis,.
Ses films contiennent fréquemment des « séquences à sensations fortes » de scènes de poursuite allongées et d'exploits physiques casse-cou. Lloyd suspendu aux aiguilles d'une horloge au-dessus de la rue (dangereux, mais risque exagéré par les angles de caméra) dans Monte là-dessus ! (1923) est considérée comme l'une des images les plus connues du cinéma. Lloyd réalise lui-même des cascades peu dangereuses malgré le fait de s'être blessé en août 1919 alors qu'il faisait des photos publicitaires pour le studio Hal Roach. Un accident avec une bombe confondue avec un accessoire entraîne la perte du pouce et de l'index de sa main droite (la blessure est masquée dans les films suivants par une prothèse spéciale et est presque indétectable à l'écran).

## Biographie

### Enfance et formation

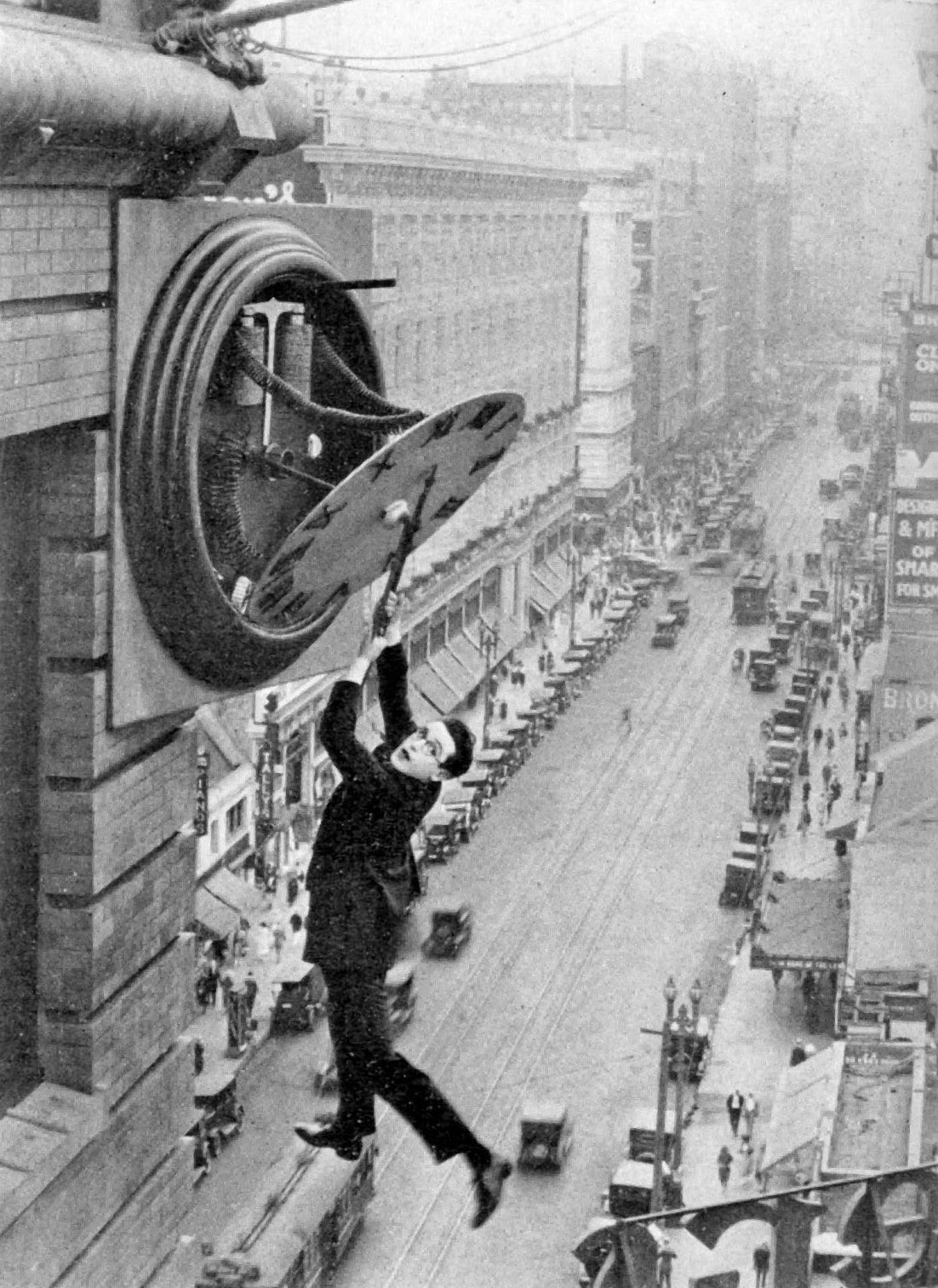
La célèbre séquence du film Safety last! (Monte là-dessus !).

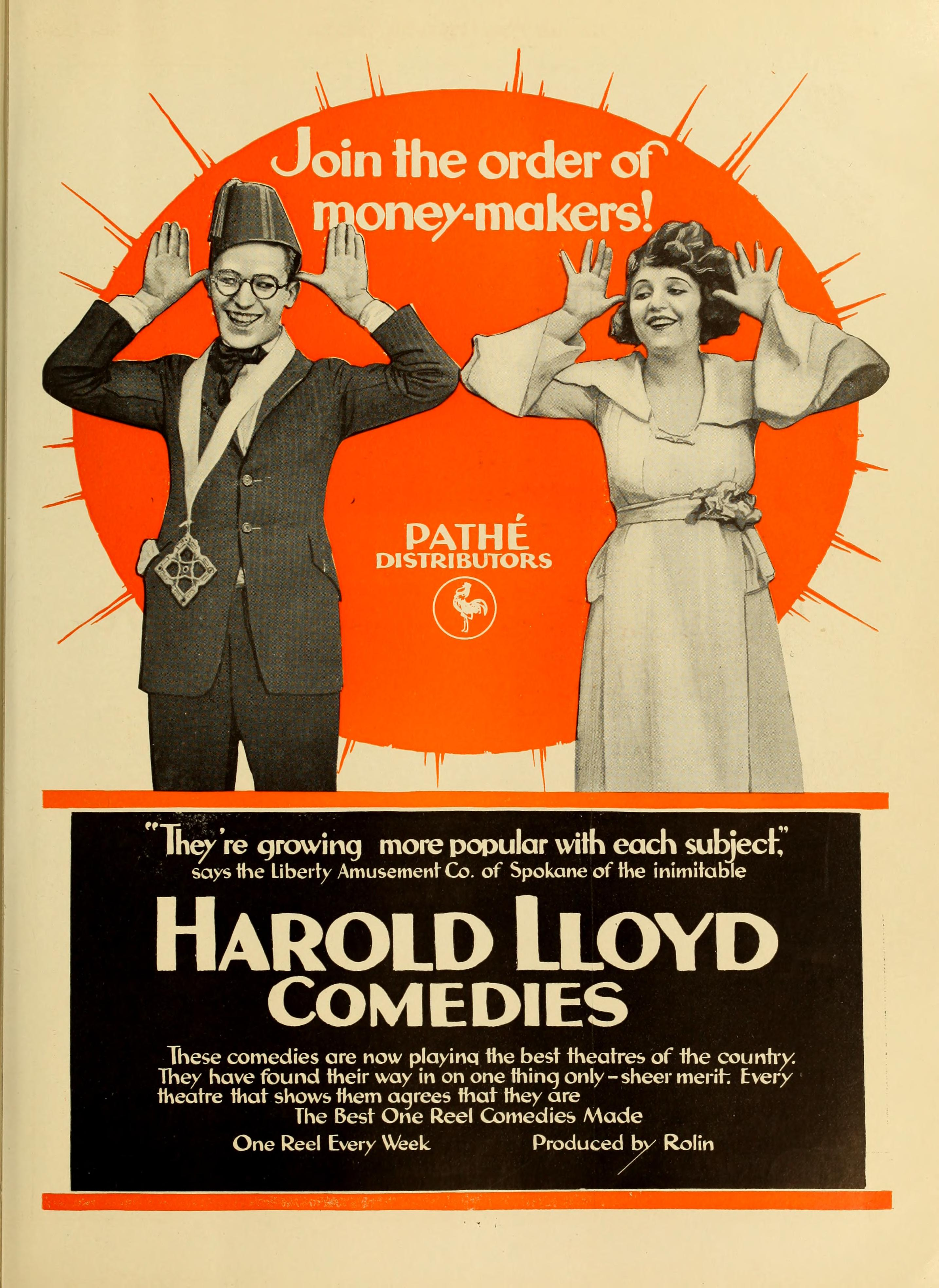
Publicité pour les comédies d'Harold Lloyd (1919).

Harold Clayton Lloyd, Sr. naît le 20 avril 1893 à Burchard, dans l'État du Nebraska, de James Darsie « Foxy » Lloyd et Elizabeth Fraser. Ses arrière-grands-parents paternels sont originaires du pays de Galles. Après le divorce de ses parents, Harold décide de rester avec son père qui rêve constamment de devenir riche rapidement mais dont les projets s'avèrent désastreux. Ils arrivent à Omaha où Harold et son père ont une première expérience du jeu d'acteur dans une troupe locale. En 1912, son père obtient un important dédommagement : 6 000 dollars de dommages et intérêts (somme partagée cependant avec son avocat) après avoir été renversé par un camion d'Omaha transportant de la bière. En pariant à pile ou face (pile c'est New York ou Nashville ; face, c'est San Diego), James Darsie « Foxy » Lloyd et son fils décident d'aller vers l'ouest. Le jeune Harold suit sa scolarité au lycée East High School à Denver et à celui de San Diego, et il a la possibilité de faire un stage théâtral à l'École d'art dramatique de San Diego.

### Carrière artistique
Harold Lloyd débute au cinéma en 1913 comme figurant dans des films de la Compagnie Edison. À Hollywood, il fait rapidement la rencontre du réalisateur Hal Roach. Ensemble, ils mettent au point le personnage à lunettes et toujours optimiste qui assure ensuite la célébrité à Lloyd, qui est un temps le mieux payé d'Hollywood. Lloyd apparaît ainsi dans plusieurs courts et longs métrages, dont Monte là-dessus ! en 1923. Sa popularité repose sur des péripéties burlesques où Lloyd assure lui-même la plupart des cascades. Une des plus connues est celle où on le voit suspendu à une horloge au-dessus de la rue. En 1919, lors d'un tournage, il perd deux doigts dans l'explosion d'une bombe que tous croient factice, ce qui l'oblige à porter un gant dans ses films ultérieurs.
Lloyd embauche Bebe Daniels comme actrice secondaire de ses films en 1914. Une relation romantique se noue entre leurs personnages et on les surnomme « Le Jeune Garçon » et « La Jeune Fille ». S'ensuit alors une série de films comiques avec en vedette le trio formé par Harold Lloyd, Bebe Daniels et Snub Pollard. En 1919, Bebe Daniels le quitte pour poursuivre sa carrière dans des rôles dramatiques. Lloyd la remplace à l'écran par Mildred Davis en 1919. C'est Hal Roach qui lui suggère de regarder un film avec Davis. On dit que plus Lloyd la regarde, plus il a de l'affection pour elle. Sa première réaction en la voyant serait la suivante : « elle ressemble à une poupée française ». Davis se retire du cinéma en 1923 et est remplacée à l'écran par Jobyna Ralston au côté de Lloyd.
À partir de 1924, Lloyd et Roach cessent leur partenariat. Harold Lloyd crée la Harold Lloyd Film Corporation et devient producteur indépendant de ses propres films, dont plusieurs sont de véritables succès, comme En vitesse en 1924 et Vive le sport ! en 1925. Le passage au parlant est également couronné de succès. Son premier film parlant est Quel phénomène, en 1929, qui attire les foules curieuses d'entendre la voix de Lloyd. Sa popularité connaît cependant un déclin durant les années 1930. Il vend bientôt ses studios avant de se retirer de la scène en 1947. Il devient alors animateur à la radio et photographe (activité qui lui vaut une certaine réputation), tout en se consacrant à des activités caritatives.
De 1914 à 1947, Harold Lloyd joue dans près de 200 films comiques, dont 60 entre 1914 et 1917.

### Vie personnelle
Il se marie avec Mildred Davis, le 10 février 1923. Ils ont ensemble trois enfants : Gloria Lloyd (1923-2012), Harold Lloyd Jr. (1931-1971) et Marjorie Elisabeth Lloyd (1925-1986), cette dernière étant adoptée.

### Mort
Harold Lloyd meurt d'un cancer de la prostate, à 77 ans le 8 mars 1971, à Beverly Hills, quartier de Los Angeles en Californie. Il est enterré dans une crypte du grand Mausolée du cimetière de Forest Lawn Memorial Park à Glendale en Californie.

## Honneurs
Harold Lloyd a reçu un Oscar honorifique en 1953. Il possède également deux étoiles sur le fameux Walk of Fame (Hollywood). En 1994, un timbre à son effigie a été émis par l'USPS.

## Filmographie

### Acteur

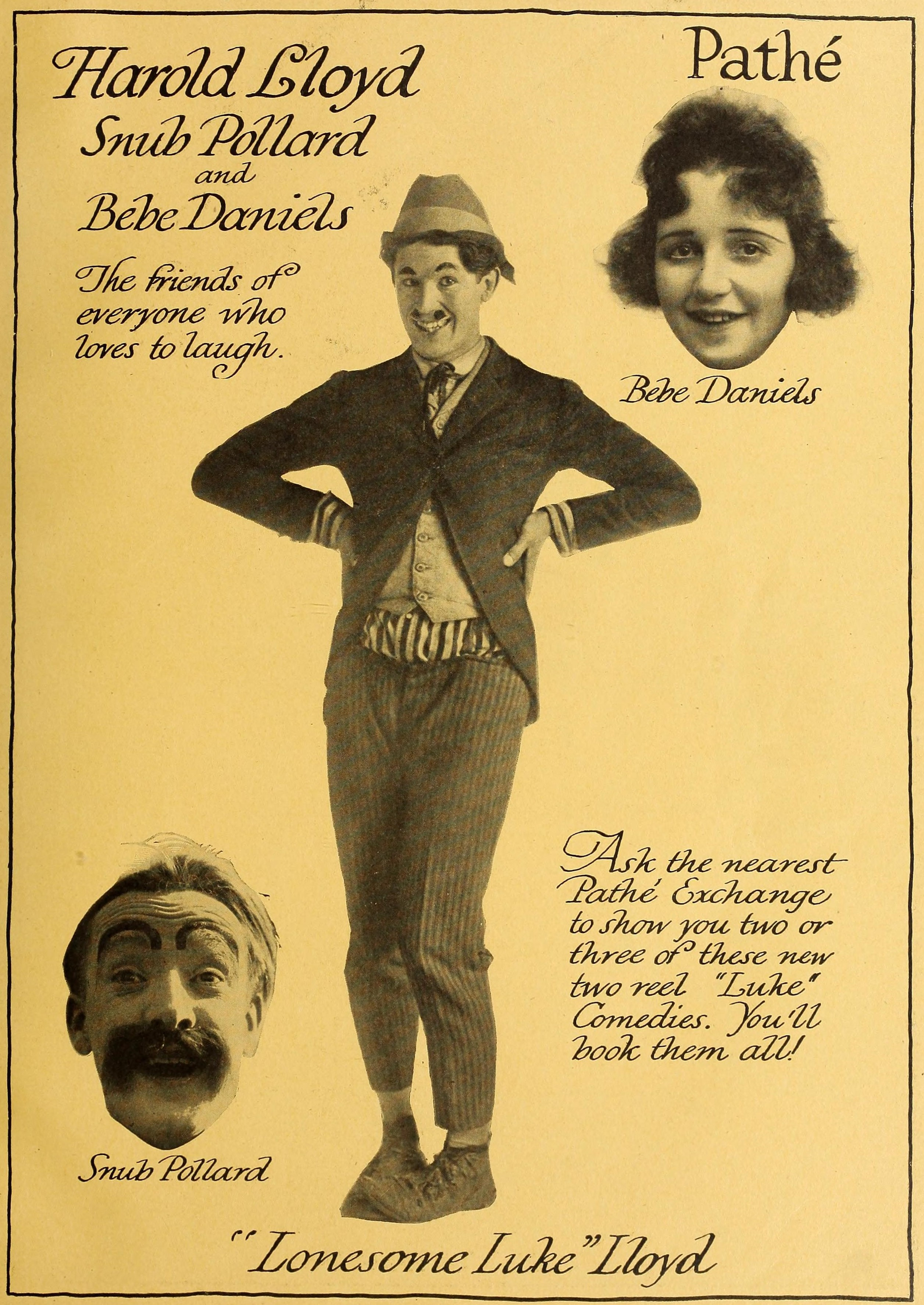
Harold Lloyd dans le personnage de Lonesome Luke, avec Snub Pollard et Bebe Daniels.

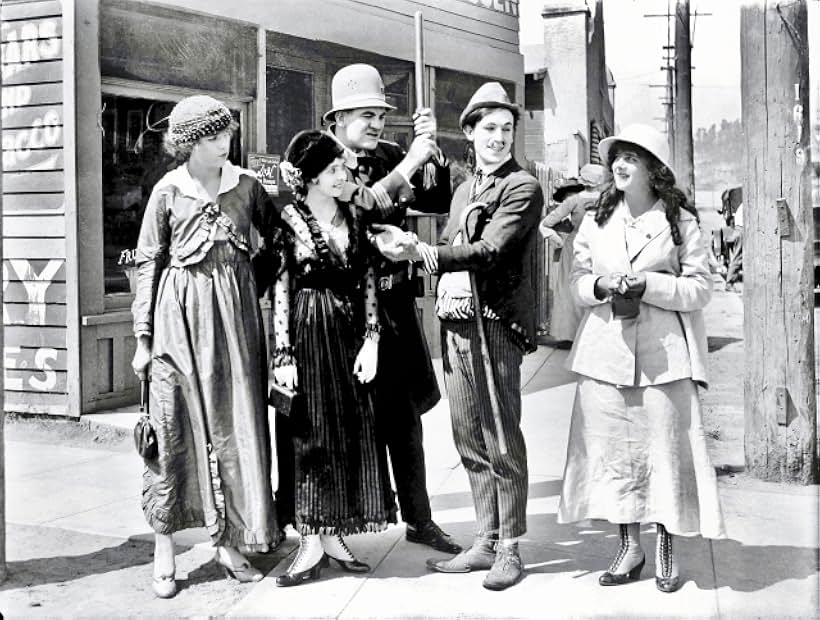
Ruses, Rhymes and Roughnecks (1915).

- 1913 : The Old Monk's Tale de J. Searle Dawley : Yaqui Indian (non crédité)
- 1913 : The Twelfth Juror de George Lessey : garçon au dancing (non crédité)
- 1913 : Hulda of Holland de J. Searle Dawley : role de passage (non crédité)
- 1913 : Rory o' the Bogs de J. Farrell MacDonald : membre du Posse (non crédité)
- 1914 : Samson de J. Farrell MacDonald : barbu philistin pris en extra (non crédité)
- 1914 : The Sandhill Lovers : parieur
- 1914 : The Patchwork Girl of Oz de J. Farrell MacDonald : Tottenhot (non crédité)
- 1915 : Willie Runs the Park de Hal Roach : Willie Work
- 1915 : Hogan's Romance Upset (en) de Charles Avery : spectateur de combat (non crédité)
- 1915 : Just Nuts de Hal Roach : Willie Work
- 1915 : Love, Loot and Crash de Mack Sennett : vendeur de fruits italien (non crédité)
- 1915 : Their Social Splash d'Arvid E. Gillstrom et F. Richard Jones : le ministre
- 1915 : Miss Fatty's Seaside Lovers de Roscoe Arbuckle : Masher
- 1915 : From Italy's Shores de Otis Turner : gangster (non crédité)
- 1915 : The Hungry Actors (en) de Hal Roach : Bandit
- 1915 : Court House Crooks : jeune homme sans travail (non crédité)
- 1915 : Spit-Ball Sadie de Hal Roach : Lonesome Luke (L.L.)
- 1915 : Terribly Stuck Up de Hal Roach : L.L.
- 1915 : A Mixup for Mazie de Hal Roach : L.L.
- 1915 : Some Baby de Hal Roach : L.L.
- 1915 : Fresh from the Farm de Hal Roach : L.L.
- 1915 : Giving Them Fits de Hal Roach : Luke de Fluke
- 1915 : Bughouse Bellhops de Hal Roach : L.L.
- 1915 : Le Sous-marin pirate (A Submarine Pirate) de Charles Avery et Syd Chaplin : Cuisinier
- 1915 : Tinkering with Trouble de Hal Roach : L.L. alias Easy Otis
- 1915 : Great While It Lasted de Hal Roach : L.L. alias Byron Beanskin
- 1915 : Ragtime Snap Shots de Hal Roach : L.L. alias Lucas
- 1915 : A Foozle at the Tee Party de Hal Roach : L.L.
- 1915 : Ruses, Rhymes and Roughnecks de Hal Roach : L.L.
- 1915 : Peculiar Patients' Pranks de Hal Roach : L.L.
- 1915 : Lonesome Luke, Social Gangster de Hal Roach et J. Farrell MacDonald : L.L.
- 1916 : Lonesome Luke Leans to the Literary de Hal Roach : L.L.
- 1916 : Luke Lugs Luggage de Hal Roach : L.L.
- 1916 : Lonesome Luke Lolls in Luxury de Hal Roach : L.L.
- 1916 : Luke, the Candy Cut-Up de Hal Roach : L.L.
- 1916 : Luke Foils the Villain de Hal Roach : L.L.
- 1916 : Luke and the Rural Roughnecks de Hal Roach : L.L.
- 1916 : Luke Pipes the Pippins de Hal Roach : L.L.
- 1916 : Lonesome Luke, Circus King de Hal Roach : L.L.
- 1916 : Luke's Double de Hal Roach : L.L.
- 1916 : Them Was the Happy Days! de Hal Roach : L.L.
- 1916 : Luke and the Bomb Throwers de Hal Roach : L.L.
- 1916 : Luke's Late Lunchers de Hal Roach : L.L.
- 1916 : Luke Laughs Last de Hal Roach : L.L.
- 1916 : Luke's Fatal Flivver de Hal Roach : L.L.
- 1916 : Luke's Society Mixup de Hal Roach : L.L.
- 1916 : Luke's Washful Waiting de Hal Roach : L.L.
- 1916 : Luke Rides Roughshod de Hal Roach : L.L.
- 1916 : Luke, Crystal Gazer de Hal Roach : L.L.
- 1916 : Luke's Lost Lamb de Hal Roach : L.L.
- 1916 : Luke Does the Midway de Hal Roach : L.L.
- 1916 : Luke Joins the Navy de Hal Roach : L.L.
- 1916 : Luke and the Mermaids de Hal Roach : L.L.
- 1916 : Lui... club-boy (Luke's Speedy Club Life) de Hal Roach : L.L.
- 1916 : Luke and the Bang-Tails de Hal Roach : Luke
- 1917 : Harold à la rescousse (By the Sad Sea Waves)) d'Alfred J. Goulding
- 1917 : L'Enlèvement (Bliss) d'Alfred J. Goulding
- 1918 : The Big Idea
- 1918 : A Gasoline Wedding d'Alfred J. Goulding
- 1918 : Feux croisés (Two-Gun Gussie) d'Alfred J. Goulding
- 1918 : Modern Palace (The City Slicker)
- 1918 : Follow the Crowd
- 1918 : Lui est un fameux ténor (The Non-Stop Kid)
- 1918 : Mon ami le voisin (Just Neighbors)
- 1918 : It's a Wild Life
- 1918 : L'Hôtel du chahut-bahut (On the Jump) d'Alfred J. Goulding
- 1918 : Pipe the Whiskers
- 1918 : Lui fait un beau mariage (Bride and Gloom) d'Alfred J. Goulding
- 1918 : Oui... mais Lui corsette mieux (Here Come the Girls)
- 1918 : Passez muscade (Are Crooks Dishonest?) de Gilbert Pratt
- 1919 : Coquin de printemps (Spring Fever) de Hal Roach : Le garçon
- 1919 : Before Breakfast de Hal Roach
- 1919 : Un, deux, trois... partez ! (The Marathon) d'Alfred J. Goulding : Harold
- 1919 : Une excursion mouvementée (Going! Going! Gone!) de Gilbert Pratt
- 1919 : Doux Pays (His Only Father)
- 1919 : Amour et Poésie (Bumping Into Broadway)
- 1919 : Tombés du ciel (Just Dropped In)
- 1919 : Harold régisseur ou Un fameux régisseur (Ring Up the Curtain)
- 1919 : Lui au caveau des élégants (Young Mr. Jazz) de Hal Roach
- 1919 : Don't Shove d'Alfred J. Goulding
- 1919 : Harold chez les pirates (Captain Kidd's Kids) de Hal Roach : Le garçon
- 1919 : De la coupe aux lèvres (From Hand to Mouth) d'Alfred J. Goulding et Hal Roach
- 1919 : Lui, chef cuisinier (On the Fire) de Hal Roach
- 1919 : Le Royaume de Tulipatan (ou Prince malgré lui) (His Royal Slyness) de Hal Roach
- 1919 : On n'entre pas (Ask Father) de Hal Roach : le garçon
- 1919 : Coco de Chicago (Billy Blazes, Esq.) de Hal Roach : Billy Blazes
- 1919 : Lui et la Dactylographe (Be My Wife) de Hal Roach
- 1919 : Lui chez le grand couturier (Next Aisle Over) de H. M. Walker
- 1920 : Pour le cœur de Jenny ou Viré à l'Ouest (An Eastern Westerner) de Hal Roach
- 1920 : Oh! La belle voiture ! (Get Out and Get Under)
- 1920 : Le Manoir hanté (Haunted Spooks) d'Alfred J. Goulding et Hal Roach : Le garçon
- 1920 : Ma fille est somnambule (High and Dizzy) : Le garçon
- 1920 : Quel numéro demandez-vous ? (Number please)
- 1921 : La Chasse au renard (Among those present)
- 1921 : Ayez donc des gosses (I Do) d'Hal Roach
- 1921 : Voyage au paradis (Never Weaken)
- 1921 : Pour l'amour de Mary ou Harold bonne d'enfant (Now or never) : Le garçon
- 1921 : Marin malgré lui (A Sailor-Made Man) de Fred C. Newmeyer : Le garçon
- 1922 : Harold chasse les grands fauves (Back to the Woods)
- 1922 : Et puis ça va (Doctor Jack) de Fred C. Newmeyer et Sam Taylor
- 1922 : Le Petit à grand-maman ou Le Talisman de Grand-mère (Grandma's Boy)
- 1923 : Monte là-dessus ! (Safety Last!) de Fred C. Newmeyer et Sam Taylor : Harold
- 1923 : Faut pas s'en faire (Why Worry?) : Harold Van Pelham
- 1924 : Ça t'la coupe (Girl Shy)
- 1924 : Une riche famille (Hot Water) de Fred C. Newmeyer et Sam Taylor : Hubby Harold
- 1925 : Vive le sport !  (The Freshman) de Fred C. Newmeyer et Sam Taylor : Harold Lamb
- 1926 : Pour l'amour du Ciel (For Heaven's Sake) : J. Harold Manners
- 1927 : Le Petit Frère (The Kid Brother)
- 1927 : Carter DeHaven in Character Studies : lui-même
- 1928 : En vitesse (Speedy) : Harold Swift
- 1929 : Quel phénomène ! (Welcome Danger) : Harold Bledsoe
- 1930 : À la hauteur (Feet First) de Clyde Bruckman : Harold Horne
- 1932 : Silence, on tourne ! (Movie Crazy) de Clyde Bruckman
- 1934 : Patte de chat (The Cat's-Paw) de Sam Taylor : Ezekiel Cobb
- 1936 : Soupe au lait (The Milky Way) de Leo McCarey : Burleigh Sullivan
- 1936 : Hollywood Boulevard de Robert Florey : apparition en caméo
- 1938 : Le Professeur Schnock (Professor Beware) d'Elliott Nugent : Prof. Dean Lambert
- 1947 : Oh quel mercredi ! (The Sin Of Harold Diddlebock/ Mad Wednesday) de Preston Sturges : Harold Diddlebock

### Réalisateur
- 1917 : Over the Fence coréalisé avec J. Farrell MacDonald
- 1917 : Lui... et les policemen (Pinched) coréalisé avec Gilbert Pratt
- 1918 : Lui au club mystérieux (The Lamb) coréalisé avec Gilbert Pratt
- 1919 : Mon ami le voisin (Just Neighbors) coréalisé avec Frank Terry
- 1927 : Le Petit Frère (The Kid Brother) (non crédité)
- 1930 : À la hauteur (Feet First) (non crédité)
- 1932 : Silence, on tourne ! (Movie Crazy) (non crédité)
- 1934 : Patte de chat (The Cat's Paw) (non crédité)

### Producteur
- 1924 : Ça t'la coupe (Girl Shy)
- 1924 : Une riche famille (Hot Water)
- 1925 : Vive le sport ! (The Freshman)
- 1927 : Le Petit Frère (The Kid Brother)
- 1929 : Quel phénomène (Welcome Danger)
- 1930 : À la hauteur (Feet First)
- 1932 : Silence, on tourne ! (Movie Crazy)
- 1938 : Le Professeur Schnock (Professor Beware)
- 1941 : A Girl, a Guy, and a Gob
- 1942 : Mon espion favori (My Favorite Spy)

### Vidéographie
Compilation de ses films
- Harold Lloyd et Snub Pollard, Le Duo Improbable, Lobster Films, 2016, Coffret DVD Kings Of Comedy (films de Mack Sennett, Harry Langdon, Larry Semon, Harold Lloyd, Snub Pollard).

Documentaire sur Harold Lloyd
- Harold Lloyd, l'intrépide génie comique d'Hollywood, réalisé par Andreas Baum, ZDF, Allemagne, 2016.